# Angela Raffa
Angela Raffa (Messina, 26 de janeiro de 1993) é uma política italiana, deputada do Movimento 5 Star desde 2018. Ela é o membro mais jovem do Parlamento Italiano na XVIII Legislatura.

Angela Raffa é formada em Economia Empresarial pela Universidade de Messina.
Nas eleições políticas de 2018, foi eleita deputada nas listas do 5 Star Movement em termos proporcionais na Sicília; com 25 anos e 37 dias no momento das eleições, ela se tornou o membro mais jovem da legislatura do XVIII.